# Château de Bénéhard
 (janvier 2012).
Si vous disposez d'ouvrages ou d'articles de référence ou si vous connaissez des sites web de qualité traitant du thème abordé ici, merci de compléter l'article en donnant les références utiles à sa vérifiabilité et en les liant à la section « Notes et références ».
Le château de Bénéhard, autrefois Benehart, surplombe la vallée de la Veuve, sur la commune de Chahaignes dans la Sarthe. Il se situe sur la route départementale 64, en direction de Saint-Pierre-du-Lorouër. 

## Histoire
Il a existé une famille de ce nom, car on trouve que Marie d'Avaugour, fille de Jean, seigneur de La Tour du Parc d'Avaugour et de Jeanne d'Etcherbay, avait épousé vers 1450 en troisièmes noces un Pierre de Benehart, seigneur du lieu.
Le château de Benehart a été possédé pendant plusieurs siècles par la famille de Maillé depuis le mariage de Anne de Villiers, dame de Bénéhart, fille de Guillaume de Villiers, seigneur de Champagne-Hommet), et de Jeanne du Matz, dame de Bénehart, avec Hardouin de Maillé-Brézé, seigneur de Ruillé-sur-Loir, qui y est mort en 1484, jusqu'au décès à l'âge de vingt-trois ans le 28 décembre 1726 au château de Bénéhard de René-César-François de Maillé, marquis de Maillé et de Bénérart, officier au régiment de Roi-infanterie, dernier représentant de la branche aînée.
Jacques II de Maillé-Bénéhart et son épouse Marie de Villebresme décident de construire un nouveau château dans le goût de l’époque (1518-1560). À la fin du XVIe siècle, leur fils Jacques III de Maillé-Bénéhard (1589) prend part à la Ligue catholique contre les protestants. Vaincu, Henri IV confisque le château, qui lui sera rendu au début du XVIIe siècle. 
Leur petit-fils Henri Ier de Maillé-Bénéhart (+1654) reçoit le titre de marquis et entreprend de nombreuses transformations à l’intérieur comme à l’extérieur, dans la mode du XVIIe siècle, qui donneront au château son aspect actuel.
Il a appartenu ensuite à Jacques Prudhomme de La Boussinière qui l'avait acheté en 1827. Sa famille l'a conservé jusqu'à son achat en 2015 par l'artiste Bruce de Jaham.

## Description
Le château a été construit à l'emplacement de l’ancienne forteresse qui défendait la vallée de la Veuve (un affluent du Loir) pendant la guerre de Cent Ans.
L'ensemble a conservé l'aspect authentique de l'architecture des XVIe et XVIIe siècles. L'élément remarquable du domaine est sa façade typique de l'architecture de la 1re Renaissance. La décoration des lucarnes et des fenêtres rappelle celle des nombreux châteaux de la Loire. Elle présente cependant de nombreuses originalités : la présence d'une tour à trois pans au centre mais aussi des fenêtres du XVIIe dans un décor de la Renaissance. L'architecture est mise en valeur par les jardins en terrasse du XVIIIe, uniques dans la région.

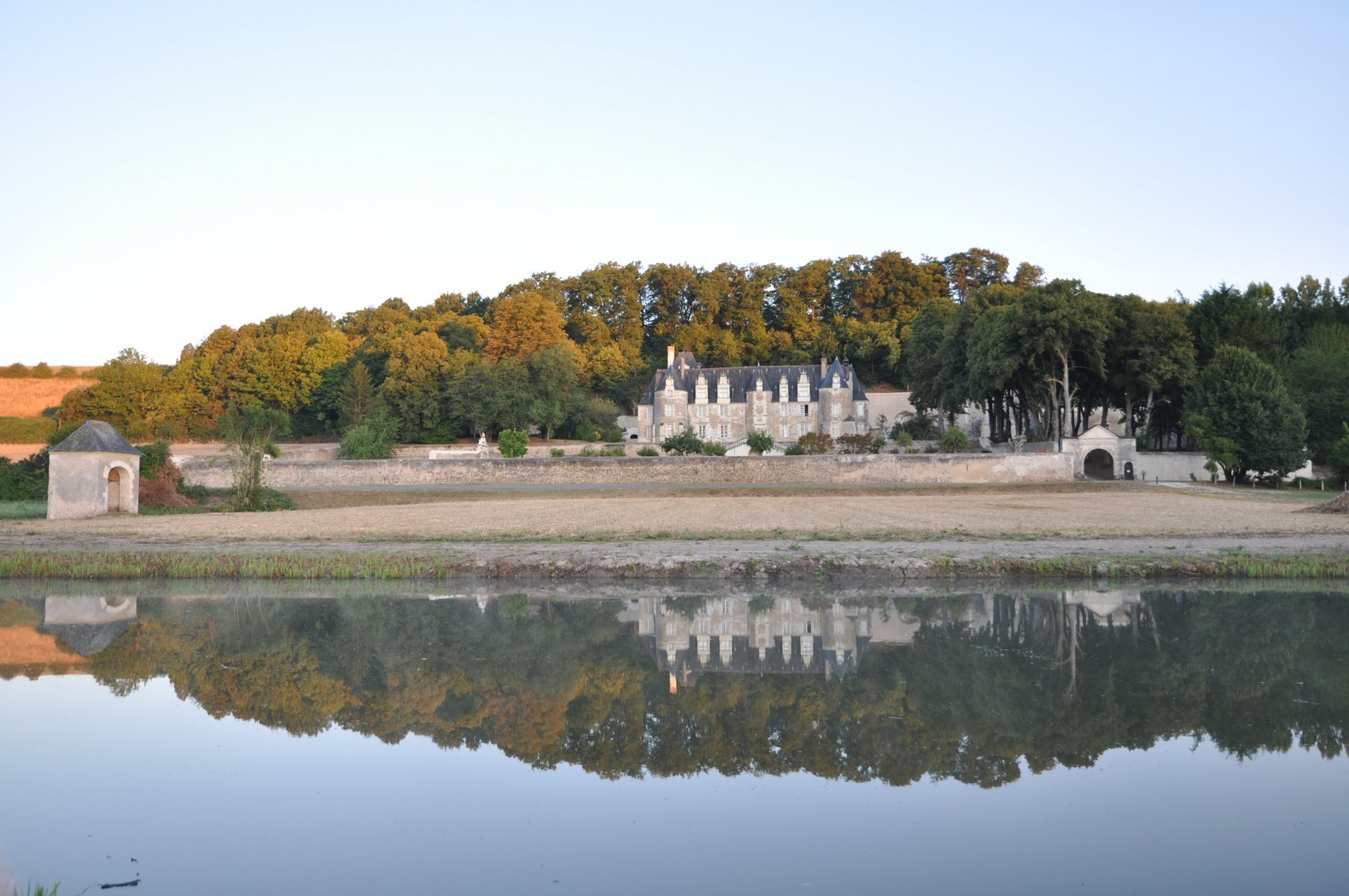
Miroir d'eau.
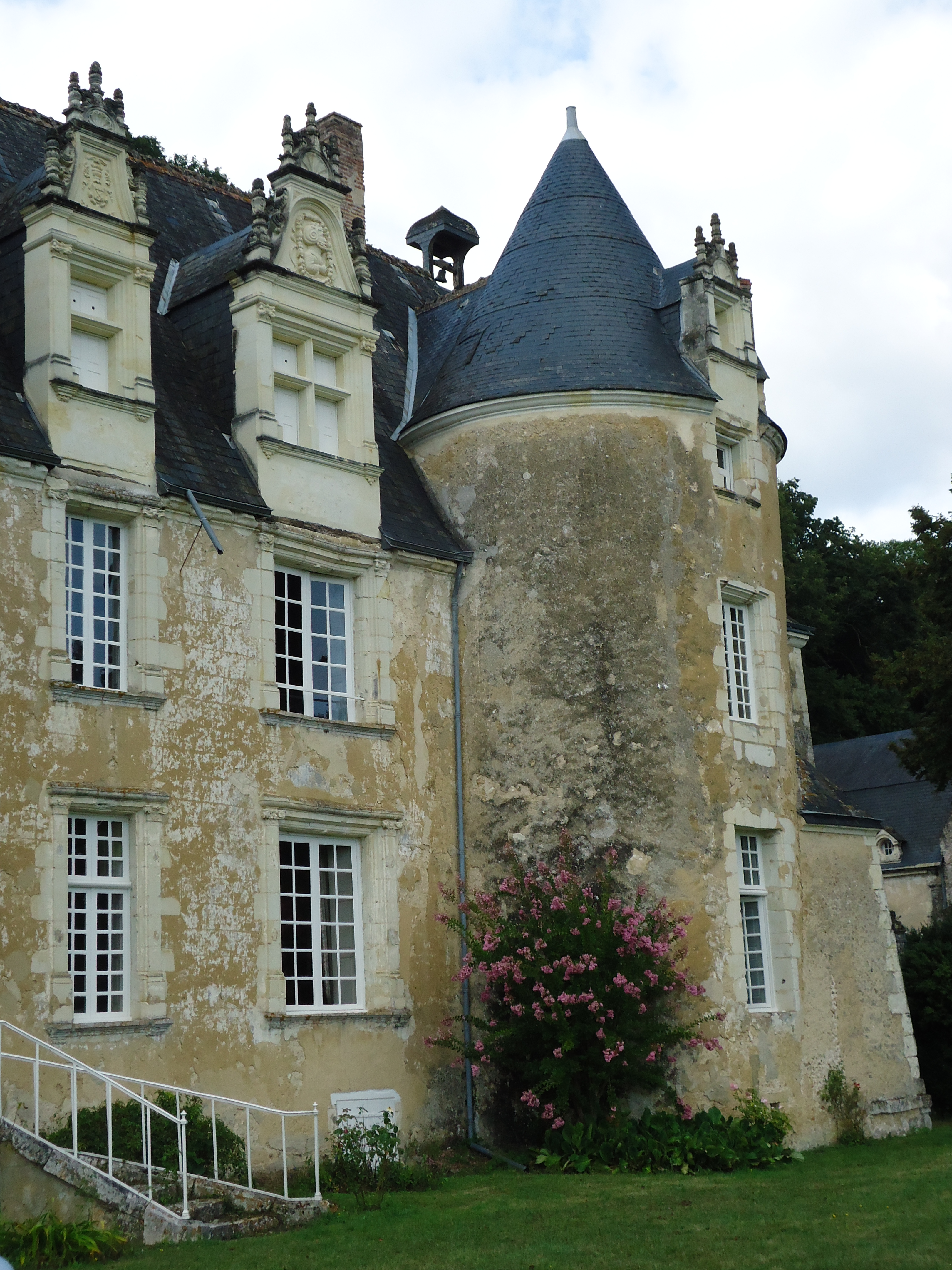
Un détail de la façade 1re Renaissance.
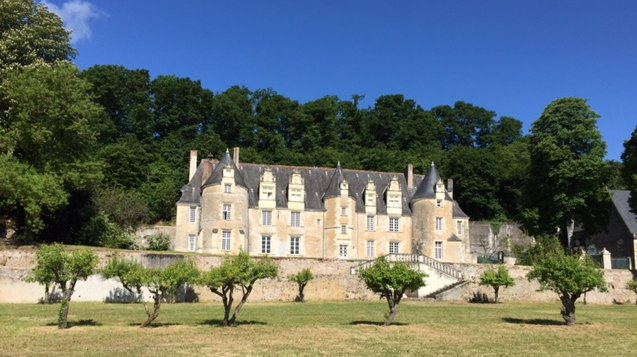
Jardins en terrasse.
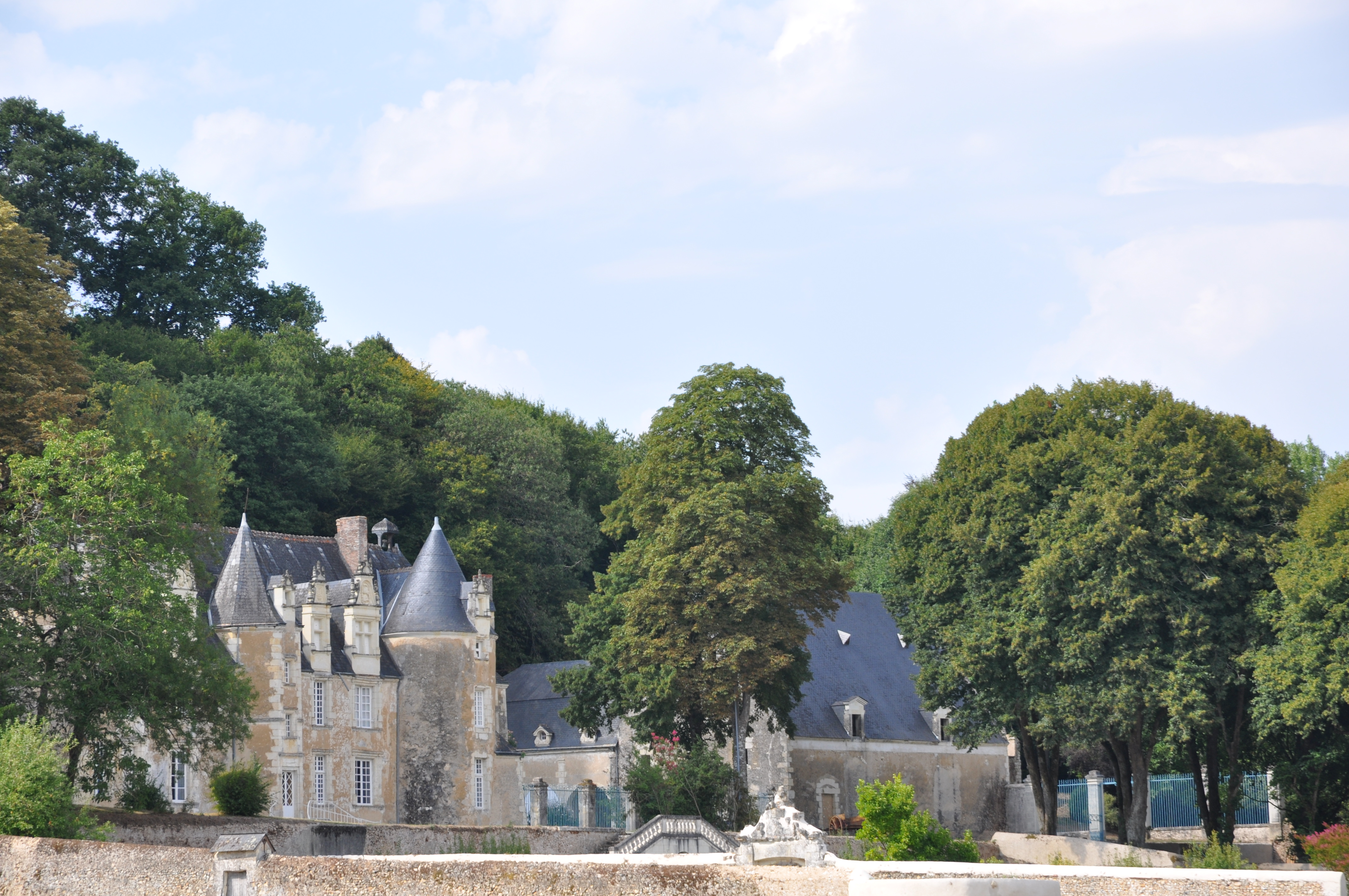
Mur d'enceinte est.

Construit en tuffeau, il possède également un grand portail avec entrée chatière et une petite porte ferrée et un toit d’ardoises à forte pente. Dans l’une des grandes caves creusées dans le coteau, derrière le château, un pressoir, de type romain, à vis latérale et datant sans doute du XVe siècle, a été restauré en 1991 par le syndicat d’initiative. Il est complet et en état de marche.
De nombreux communs des XVe et XVIe siècles sont visibles au nord et à l'ouest, formant cour. La grande tour adossée au coteau, dans cette cour, date du début du XVIIIe. Le four à pain et la buée du XVIe siècle creusés dans la roche sont également en état de fonctionnement.

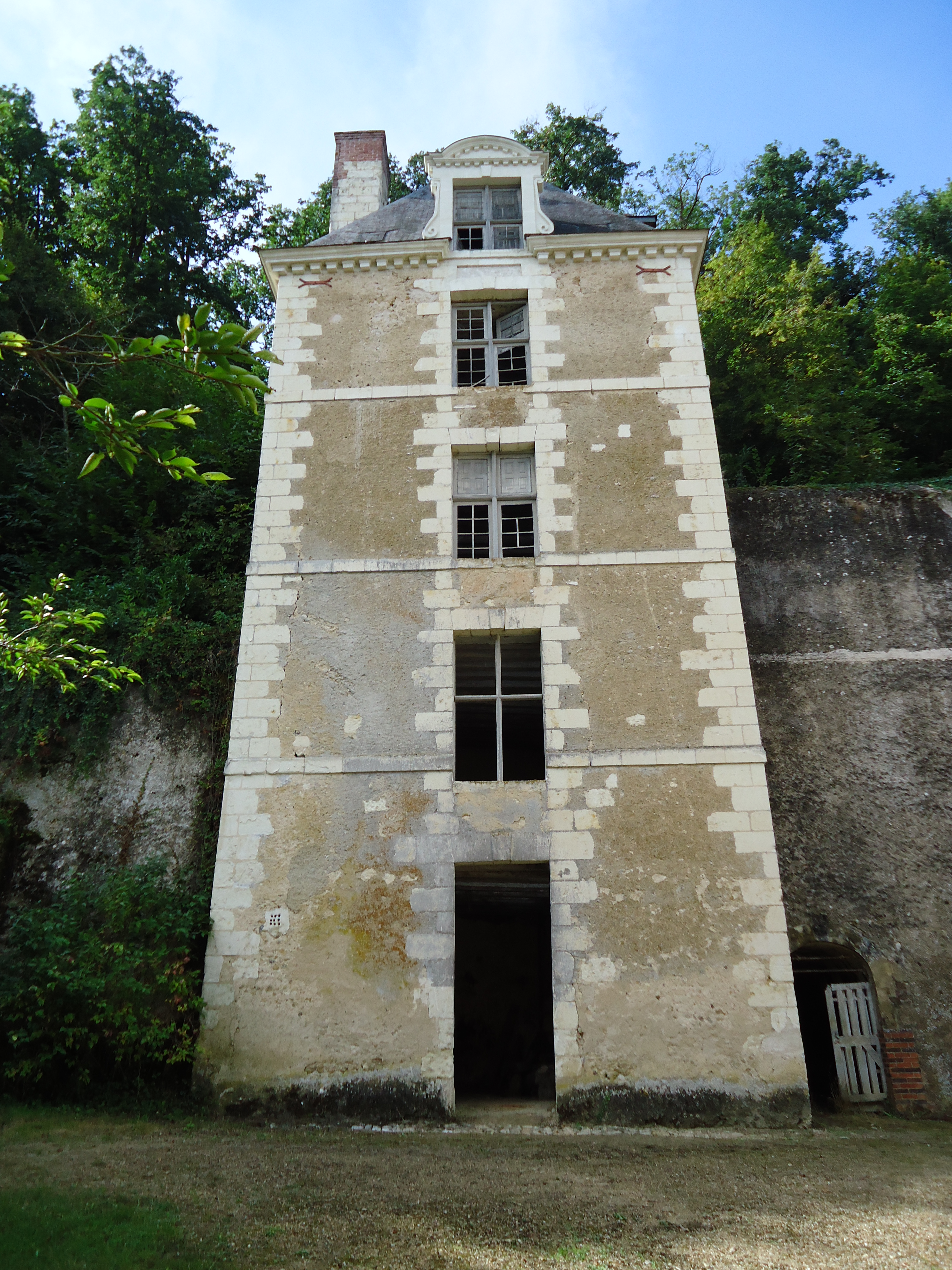
Tour.
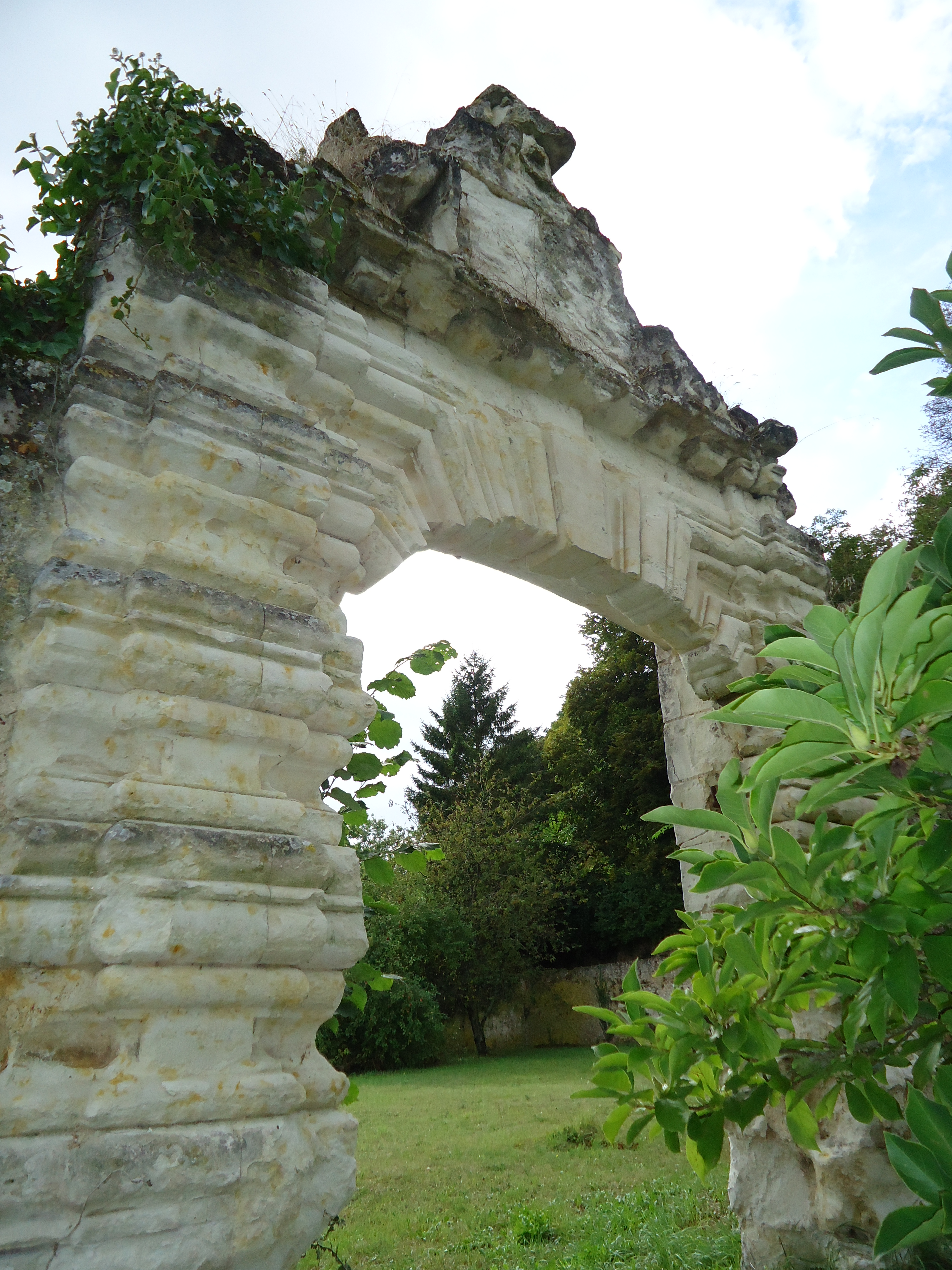
Portail.
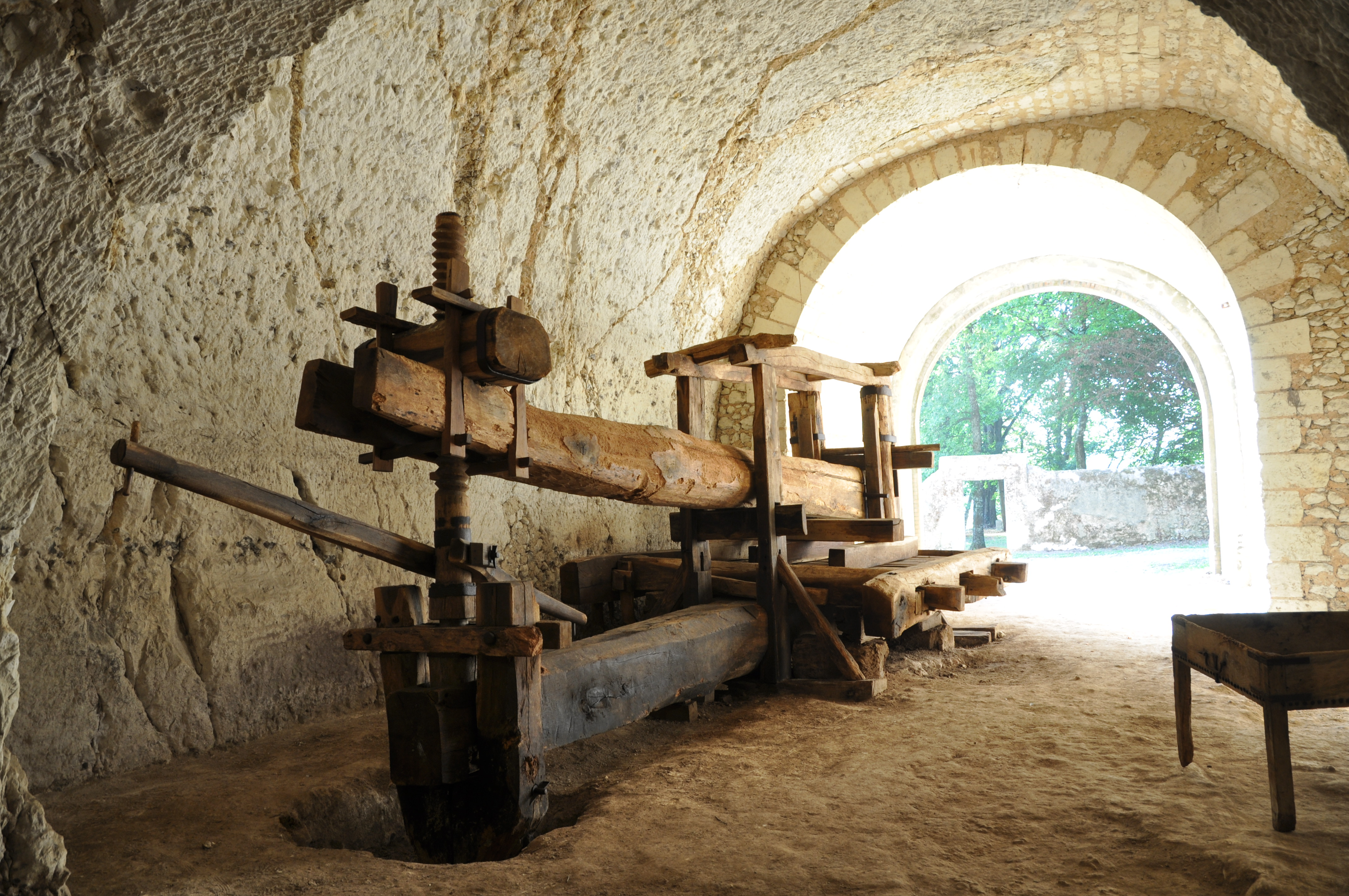
Pressoir des XVe et XVIe siècles.
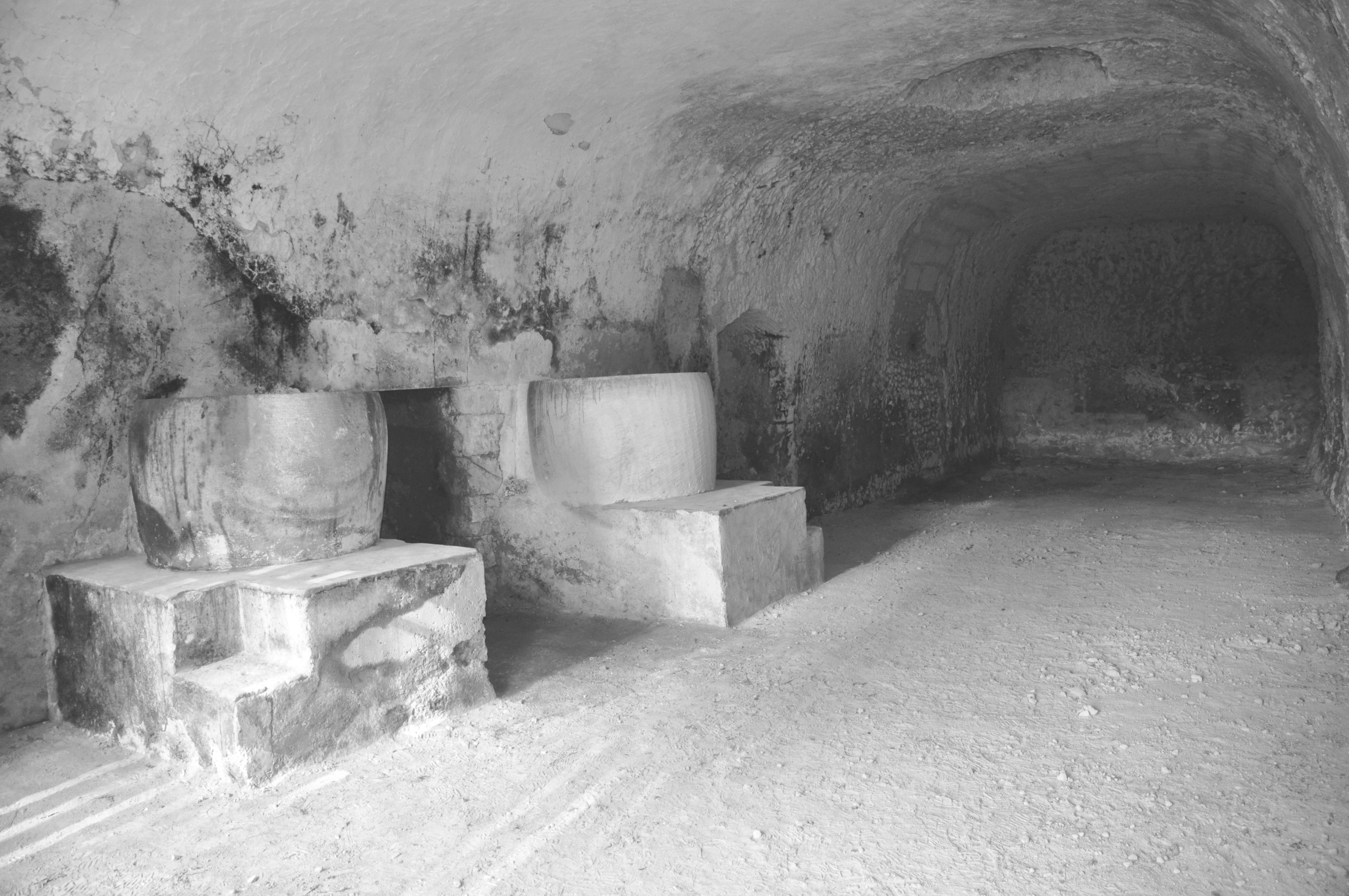
La buée.
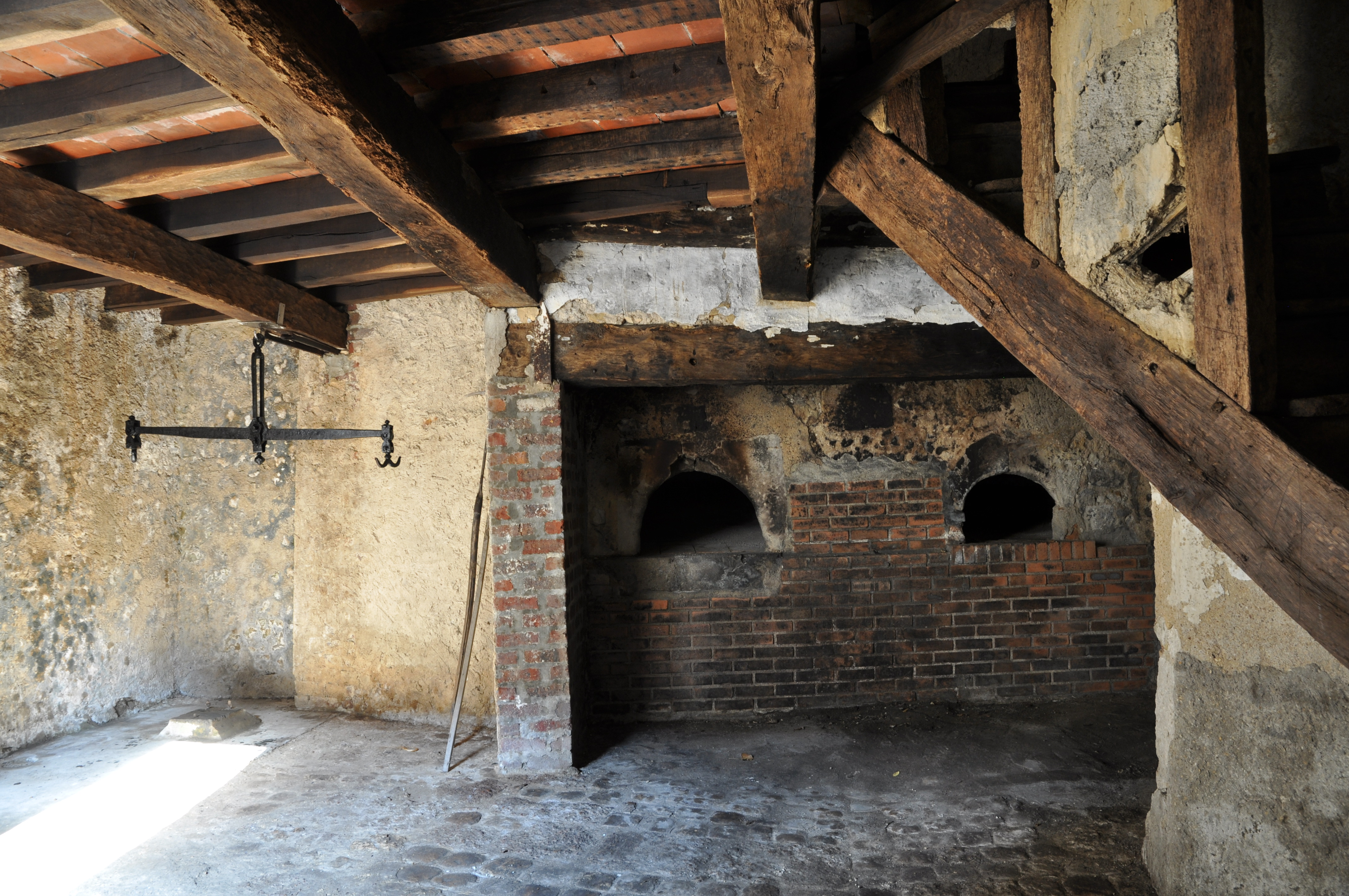
Four  pain.
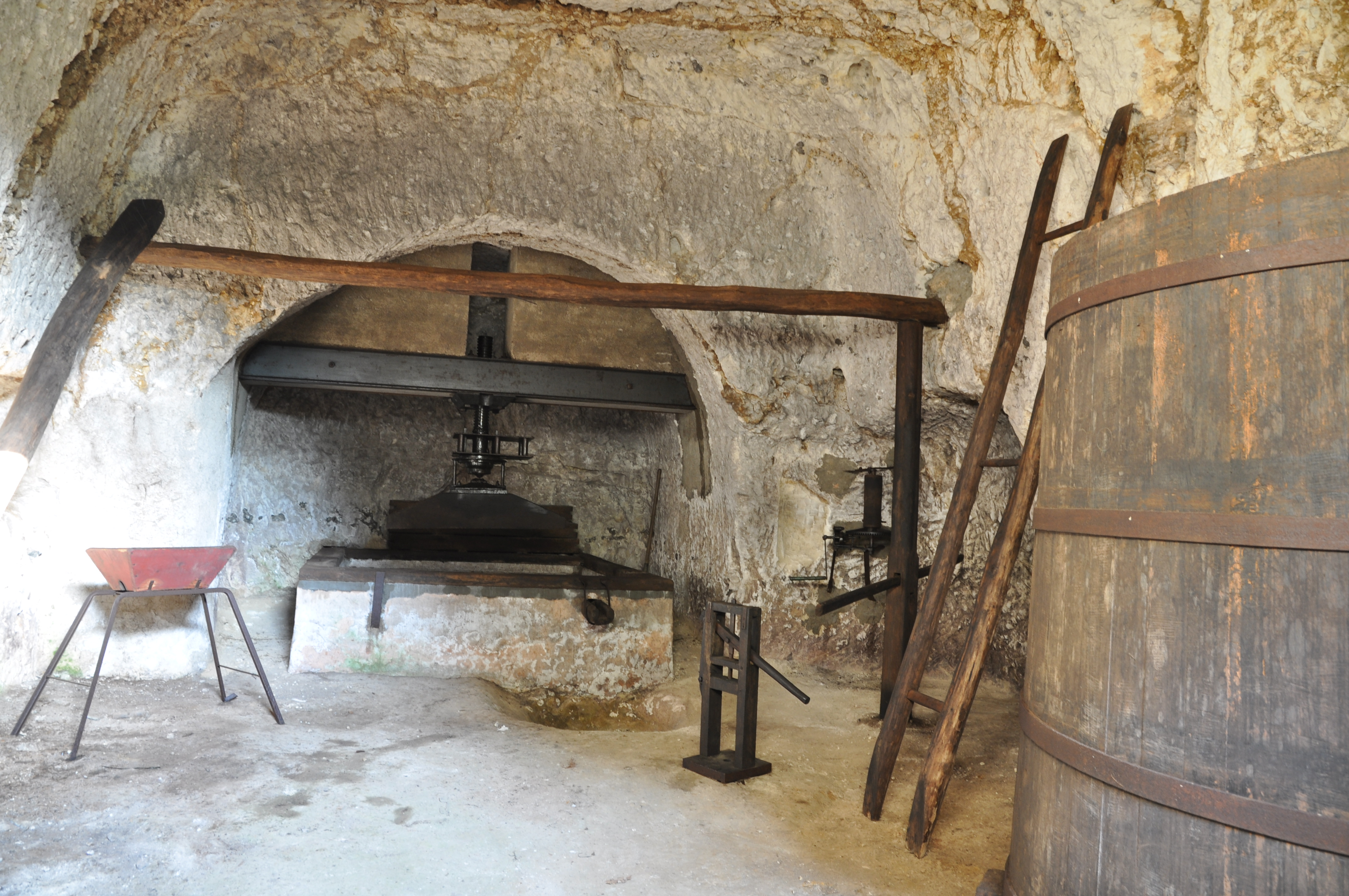
Petit pressoir.
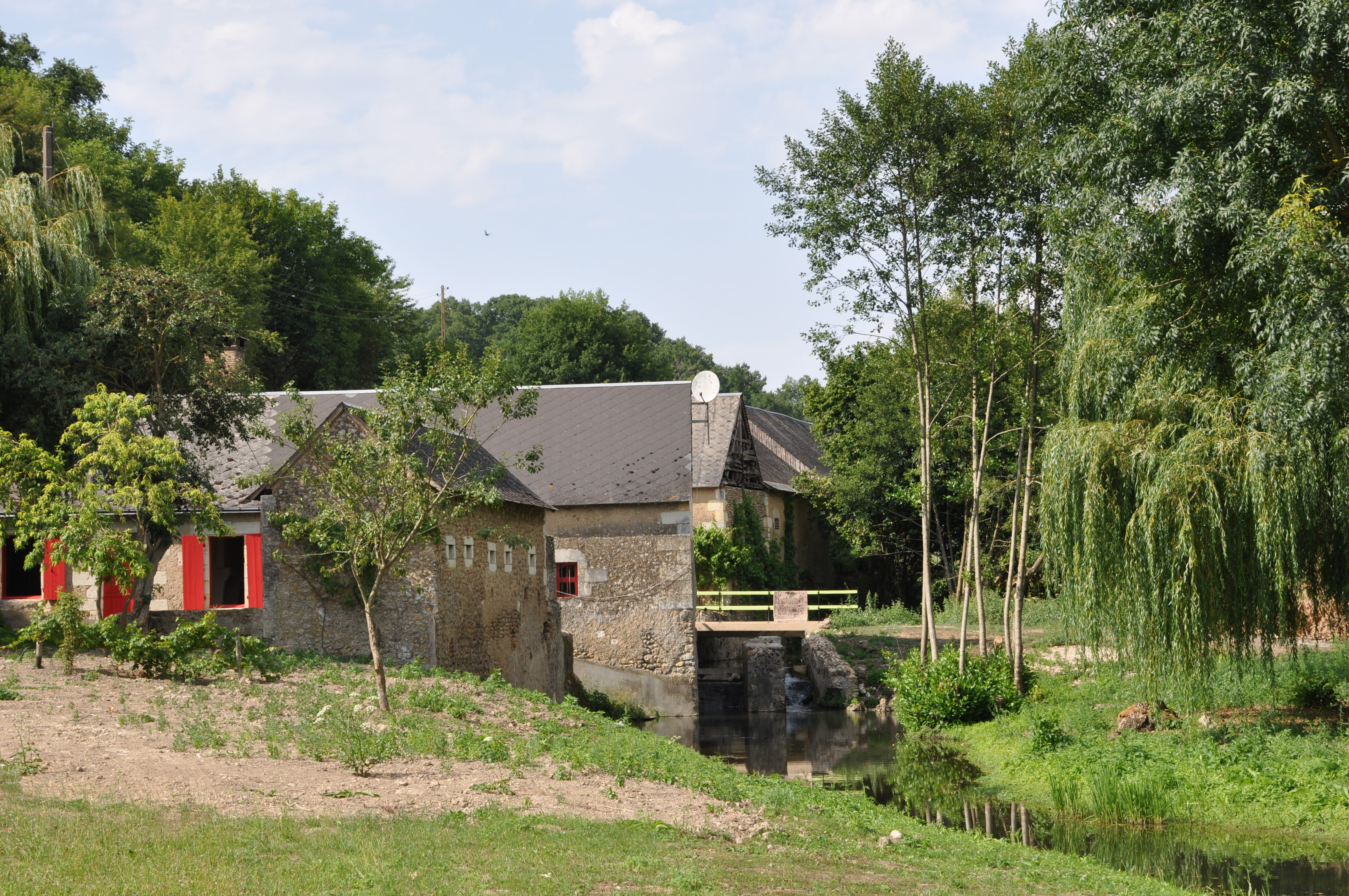
Le moulin.
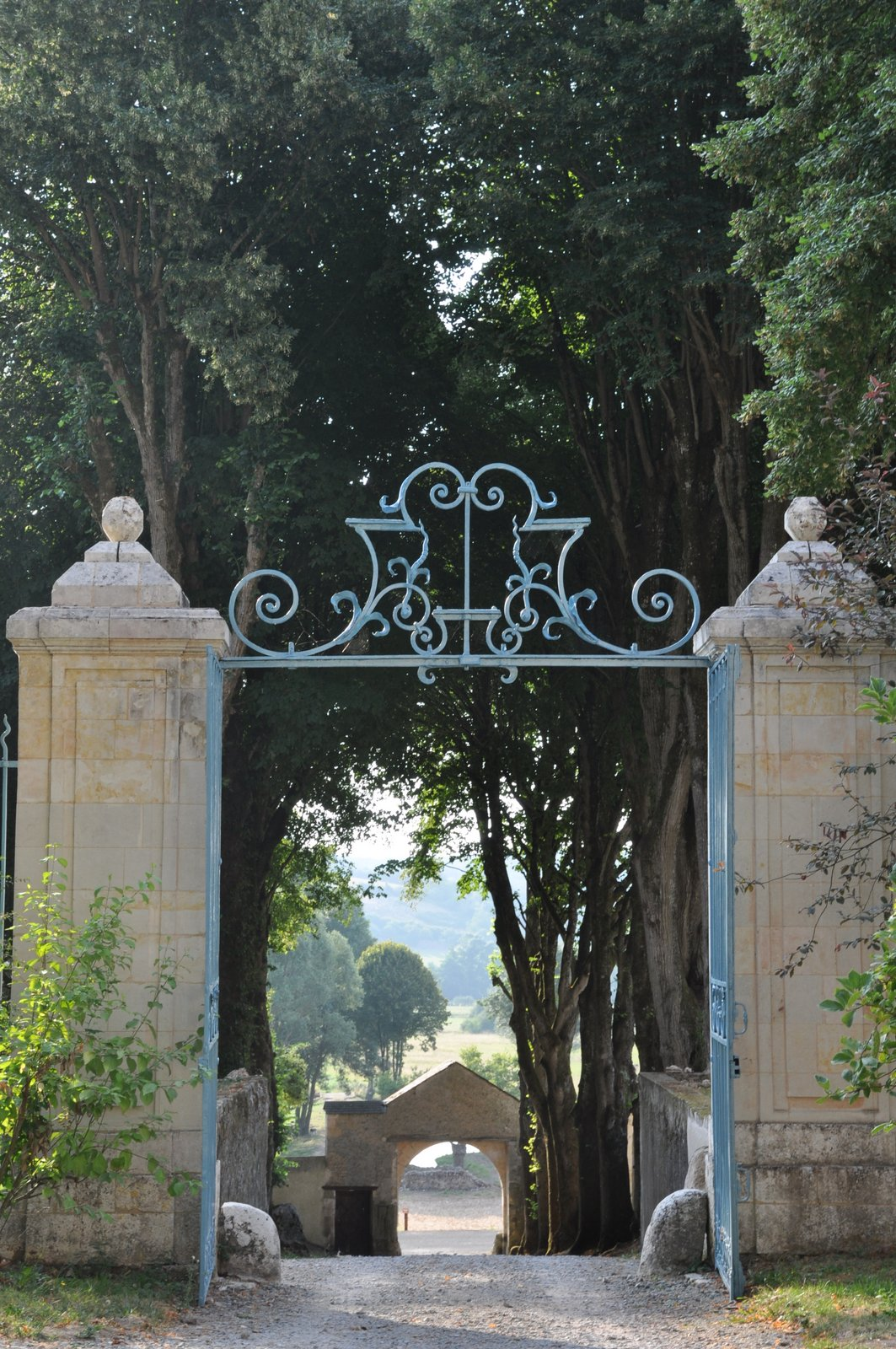
Porte et grille principale du XVIIe siècle.

## Protections
L'ensemble du château, y compris le pavillon du XVIIe siècle, les communs et les jardins avec leurs clôtures, les portes, les degrés et dépendances font l'objet d'un classement au titre des monuments historiques depuis le 11 août 1987. Avant ce classement, le château bénéficiait d'une inscription à l'inventaire supplémentaire depuis le 10 août 1927.
Les abords du château de Bénéhard constituent un site inscrit au titre des articles L.341-1 à L.341-22 du code de l'environnement depuis le 28 mai 1946, pour une surface de 20,6 hectares.